# Rowlandius isabel
Rowlandius isabel är en spindeldjursart som beskrevs av Armas och Abud Antun 2002. Rowlandius isabel ingår i släktet Rowlandius och familjen Hubbardiidae. Inga underarter finns listade i Catalogue of Life.